# Sara al-Halabiya
Sāra bint Aḥmad b. ʿUṯmān al-Ḥalabiyya es una escritora siria de prosa y poesía cuya carrera literaria se desarrolla en el Occidente islámico especialmente, en la ciudad de Ceuta bajo la protección de los Azafíes.
Las dos fuentes básicas para trazar su biografía ,la anónima Uns al -asiq wa-riyad hubb al-wamiq ( compañía del amante y arriate del amor ) y la Yadwat al-al-iqtibas de Ibn al-Qadi.
Como indica el gentilicio “al-Ḥalabiyya”, seguramente nació en Alepo (Siria), de donde emigró, seguramente, después de que los mongoles saqueasen su ciudad natal en 658/1260.
Nada se sabe de la vida, de la educación o de la actividad literaria de Sara al-Halabiya con anterioridad a su llegada al Norte de África en el último tercio VII /XIII pero sin duda recibió una formación bastante amplia ya que el anónimo autor de Uns al-asiq alaba su hermosa caligrafía lo que parece haberle permitido cierta independencia económica .
Además de ser poetisa, era una buena copista y maestra espiritual de un grupo de ascetas, entre los que se cuenta Ibn Salmūn, uno de los maestros del granadino Ibn al-Jaṯib.
Es posible que también tuviera conocimientos de medicina aunque no está seguro debido a la dudosa calidad del ms. del Uns al-asiq .

Se dirigió, en primer lugar, a Túnez, cuando los mongoles destruyeron Bagdad y ejecutaron al último califa abbasí en 656/1258. Es muy probable que Sara al-Halabiya abandonara Siria huyendo de los mongoles que destruyeron Alepo en 658 (1260).
En presencia del rey de Túnez Sara recita un panegírico que le valió honores y beneficios y permaneció en su corte durante un año entero.
Sara se presenta ante el monarca benimerí en Marrakech, Abū Yūsuf Yaʿqūb 656 (1258-86). En Marrakech quizá poco después de que los benimerines se la arrebatasen a los almohades en 668(1269), Sara recitó un panegírico ante el monarca nazaríMuḥammad II y ante los reyes ḥafsí y benimerí. El monarca complacido la incorpora a su séquito y a partir de entonces la poetisa vivirá en Fez. Ella dedicará muchos poemas a los hijos de Abu Yusuf Ibn Abd al-Haqq, especialmente a Abu Yaqub Yusuf que le asigna una pensión. Esta visita le permitió establecer relaciones literarias con otros escritores de Granada. Esta visita a al-Ándalus, a Granada tuvo lugar al principio del reinado del sultán Nazarí Abu abd Allah Muhammad II apodado al Faqih.
Durante algunos años vivió en Ceuta, bajo la protección de los azafíes, vasallos de los benimerines, que gobernaban la ciudad, y destinatarios de la mayoría de los poemas que se conservan de Sāra al-Ḥalabiyya. En los últimos años de su vida disfrutó de una pensión que le había asignado el príncipe benimerín Abū Yaʿqūb Yūsuf (685/1286-706/1307); murió en Fez, a finales del reinado de este soberano.
Según el Uns al-asiq ,Sara Al Halabiya falleció durante el reinado del sultán Abu Yaqub Yusuf en Fez , en la Ciudad Blanca ( al Madina Al- Bayda). Ibn al- Qadi , se lamenta de no haber encontrado en ninguna fuente la fecha de su muerte.

## Poesía
En cuanto a sus obras , el autor de Uns al-asiq , ha conservado algunos versos de los poemas de Sara dedicados a los soberanos de Túnez, Granada y Fez. Eran poemas largos y en el primero la poetisa lo recitó completo ante el monarca tunecino.
Están recogidos según el orden alfabético de la rima en orden cronológico de composición, lo que dificulta seguir los pasos de Sara en los primeros años de su estancia en el Norte de África.
Los demás poemas 14 en total, aparecen en la obra de Ibn al Qadi que también debió de consultar en su búsqueda de materiales sobre Sara, los archivos de los azafíes.
Alaba a varios de sus hijos ,Abu Hatim Ahmad , Abu Talib Abd Allah , Abu l-Wafa´ Ibrahim, Abu l-Fadl Qasim y a uno de sus colaboradores Abu l-Abbas al-Randahi .
En sus demás poemas están dirigidos a distintos hombres de letras .

## Prosa
En cuanto a la prosa Ibn al Qadi ,recoge una epístola en prosa respondiendo a Malik b. al -Murahhal ,en donde habla de su gratitud como escritor y del dolor de su exilio y su gratitud que debe a los señores de Ceuta .